# Omran Haydary
Omran Haydary (Heerlen, 13 januari 1998) is een Nederlands-Afghaans voetballer die doorgaans als rechtsbuiten speelt.

## Carrière
Omran Haydary speelde in de jeugd van MSP '03 en Roda JC Kerkrade. In 2017 vertrok hij naar FC Emmen, waar hij op 15 september 2017 debuteerde in het betaald voetbal. Dit was in de met 1-1 gelijkgespeelde uitwedstrijd tegen N.E.C., waar hij in de 78e minuut inviel voor Michael Chacón. Hij scoorde zijn eerste doelpunt voor FC Emmen in de uitwedstrijd tegen De Graafschap (2-2). In de zomer van 2018 vertrok hij naar FC Dordrecht waar zijn contract na een halfjaar werd ontbonden. Bij het begin van het seizoen 2019/20 sloot hij bij het Poolse Olimpia Grudziądz aan. In januari 2020 werd hij aangetrokken door Lechia Gdańsk, dat hem over nam van Olimpia Grudziadz voor 125 duizend euro. Hij maakte zijn debuut voor Lechia Gdansk op 1 maart 2020 tegen Korona Kielce waarin hij als rechtsbuiten begon in de basis. In het seizoen 2022/23 speelt hij op huurbasis voor Arka Gdynia. Medio 2023 ging hij naar het Georgische Torpedo Koetaisi.

### Statistieken
| Seizoen                       | Club              | Competitie     | Competitie | Competitie | Beker | Beker | Overig | Overig | Totaal | Totaal |
| Seizoen                       | Club              | Competitie     | Wed.       | Dlp.       | Wed.  | Dlp.  | Wed.   | Dlp.   | Wed.   | Dlp.   |
| ----------------------------- | ----------------- | -------------- | ---------- | ---------- | ----- | ----- | ------ | ------ | ------ | ------ |
| 2017/18                       | FC Emmen          | Eerste divisie | 15         | 4          | 1     | 0     | 0      | 0      | 16     | 4      |
| 2018/19                       | FC Dordrecht      | Eerste divisie | 16         | 2          | 1     | 0     | –      | –      | 17     | 2      |
| 2019/20                       | Olimpia Grudziądz | I liga         | 20         | 12         | 0     | 0     | –      | –      | 20     | 12     |
| 2019/20                       | Lechia Gdańsk     | Ekstraklasa    | 7          | 2          | 1     | 1     | –      | –      | 8      | 3      |
| 2020/21                       | Lechia Gdańsk     | Ekstraklasa    | 18         | 1          | 1     | 0     | –      | –      | 19     | 1      |
| 2021/22                       | Lechia Gdańsk     | Ekstraklasa    | 1          | 0          | 0     | 0     | –      | –      | 1      | 0      |
| 2022/23                       | → Arka Gdynia     | I liga         | 29         | 9          | 1     | 0     | –      | –      | 30     | 9      |
| 2022/23                       | Torpedo Koetaisi  | Erovnuli Liga  | 8          | 0          | 0     | 0     | 2      | 0      | 10     | 0      |
| Totaal                        | Totaal            | Totaal         | 114        | 30         | 5     | 1     | 2      | 0      | 121    | 31     |
| Bijgewerkt op 25 januari 2024 |                   |                |            |            |       |       |        |        |        |        |